# Blind Faith (음반)
| 전문가 평가                   | 전문가 평가 |
| 평가 점수                     | 평가 점수   |
| 출처                          | 점수        |
| ----------------------------- | ----------- |
| AllMusic                      | [ 2 ]       |
| Encyclopedia of Popular Music | [ 2 ]       |
| The Great Rock Discography    | 7/10        |
| Louder                        | [ 3 ]       |
| MusicHound Rock               | 3.5/5       |
| Music Story                   | [ 4 ]       |
| Q                             | [ 5 ]       |
| The Rolling Stone Album Guide | [ 4 ]       |
| The Village Voice             | B           |

《Blind Faith》는 영국의 슈퍼그룹 블라인드 페이스의 유일한 음반으로, 1969년 영국과 유럽의 폴리도르 레코드 및 미국의 애틀랜틱 레코드에 발매되었다. 영국, 캐나다, 미국에서 음반 차트 1위를 차지했으며, 미국 솔 음반 차트 40위에 올랐고, 미국 음반 산업 협회에 의해 플래티넘 인증을 받았다.

## 배경
이 밴드는 진저 베이커와 에릭 클랩튼에 있는 인기 파워 트리오 크림의 3분의 2를 포함하고 있으며, 패밀리의 릭 그레치와 함께 스펜서 데이비스 그룹과 트래픽의 스티브 윈우드와 협력하고 있다. 그들은 1969년 초에 곡을 연주하기 시작했고, 2월과 3월에는 모건 스튜디오에 있는 런던으로 가서 음반의 기본 트랙의 시작을 준비했지만, 4월과 5월에 프로듀서 지미 밀러의 지시로 거의 완성된 몇 곡이 올림픽 스튜디오에 나올 때까지 모습을 드러내지 않았다.
이들의 음반 녹음은 스칸디나비아 투어, 7월 11일(뉴포트)부터 8월 24일(하와이)까지, 프리, 테이스트, 덜레이니 & 보니 앤 프렌즈의 지원을 받아 미국 투어로 중단됐다. 비록 차트 토퍼로 기록되었지만, LP는 서둘러 녹음되었고, 측면 2는 단지 두 곡으로 구성되었는데, 그 중 한 곡은 〈Do What You Like〉라는 15분짜리 잼이었다. 그럼에도 불구하고 밴드는 윈우드의 〈Can't Find My Way Home〉과 클랩튼의 〈Presence of the Lord〉라는 두 개의 히트곡을 낼 수 있었다.

## 곡 목록
| #  | 제목                       | 작사·작곡                                     | 재생 시간 |
| -- | -------------------------- | --------------------------------------------- | --------- |
| 1. | 〈Had to Cry Today〉       | 스티브 윈우드                                 | 8:48      |
| 2. | 〈Can't Find My Way Home〉 | 윈우드                                        | 3:16      |
| 3. | 〈Well All Right〉         | 버디 홀리, 제리 앨리슨, 조 B. 몰딘, 노먼 페티 | 4:27      |
| 4. | 〈Presence of the Lord〉   | 에릭 클랩튼                                   | 4:50      |

| #  | 제목                 | 작사·작곡   | 재생 시간 |
| -- | -------------------- | ----------- | --------- |
| 5. | 〈Sea of Joy〉       | 윈우드      | 5:22      |
| 6. | 〈Do What You Like〉 | 진저 베이커 | 15:18     |

## 인증
| 국가                       | 인증        | 판매량/출하량 |
| -------------------------- | ----------- | ------------- |
| 오스트레일리아 (ARIA)      | 3× 플래티넘 | 150,000^      |
| 스페인 (PROMUSICAE)        | 골드        | 50,000^       |
| 영국 (BPI)                 | 골드        | 100,000^      |
| 미국 (RIAA)                | 플래티넘    | 1,000,000^    |
| 요약                       |             |               |
| 전 세계(IFPI)              | —           | 8,000,000     |
| ^출하량을 기반으로 한 인증 |             |               |